# Enseignement de la psychanalyse à l'université
La question de l'enseignement de la psychanalyse à l'université est posée par Sigmund Freud de manière inaugurale en Hongrie, au Congrès de Budapest de 1918 : Sándor Ferenczi est chargé de cet enseignement. En France, l'enseignement de la psychanalyse à l'université est introduit dans le cadre des études de psychologie, d'abord dans l'après-guerre autour de la personnalité de Daniel Lagache, puis à partir des années 1960. La psychanalyse est devenue aujourd'hui une composante de la vie intellectuelle dans la culture française et occidentale. Elle traverse actuellement une crise de son enseignement à l'université. 
En effet, dans la recherche universitaire, elle s'est retrouvée déconsidérée dans le monde anglophone à la suite des "Freud Wars" au cours des années 90. Ainsi, la psychalyse se retrouve en dehors du consensus scientifique en psychiatrie et en psychologie. Cette élimination de la psychanalyse a fait suite au besoin des psychologues d'avoir une base empirique. En effet, la psychanalyse manque de preuves empiriques prouvant la pertinence des théories psychanalytiques.  
En France, la psychanalyse décline, fait noté par Élisabeth Roudinesco mais reste vivaces dans certaines universités, comme par exemple à l'Université Paris-VIII-Vincennes–Saint-Denis.

## Histoire
La psychanalyse aura été « introduite » en présence à l'université par Sigmund Freud lui-même avant son intervention de 1918 au Congrès de Budapest, où il pose la question problématique de son enseignement par les premiers psychanalystes, puis leurs successeurs.

### 1909-1917: Conférences de Freud dans deux universités

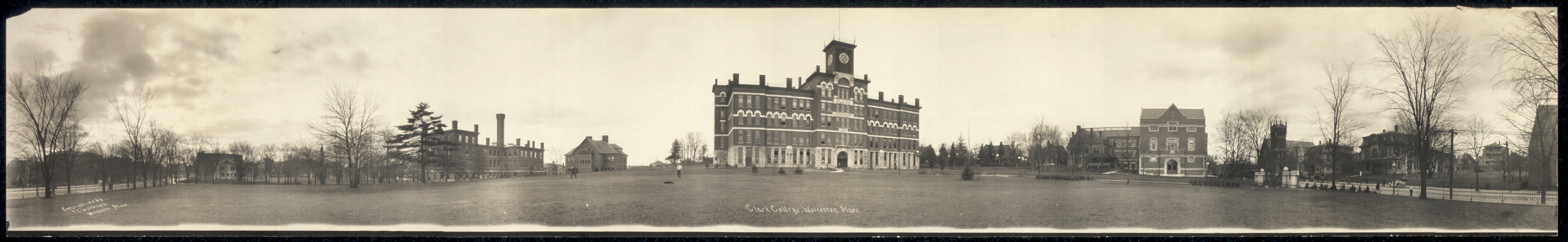
Cinq conférences sur la psychanalyse de Freud en 1909 à la Clark University

Invité en 1909 par Granville Stanley Hall à tenir une série de conférences aux États-Unis, où il se rend avec Sandor Ferenczi et Carl Gustav Jung, Freud prononce Cinq leçons sur la psychanalyse à l'Université Clark de Worcester (Massachusetts),.

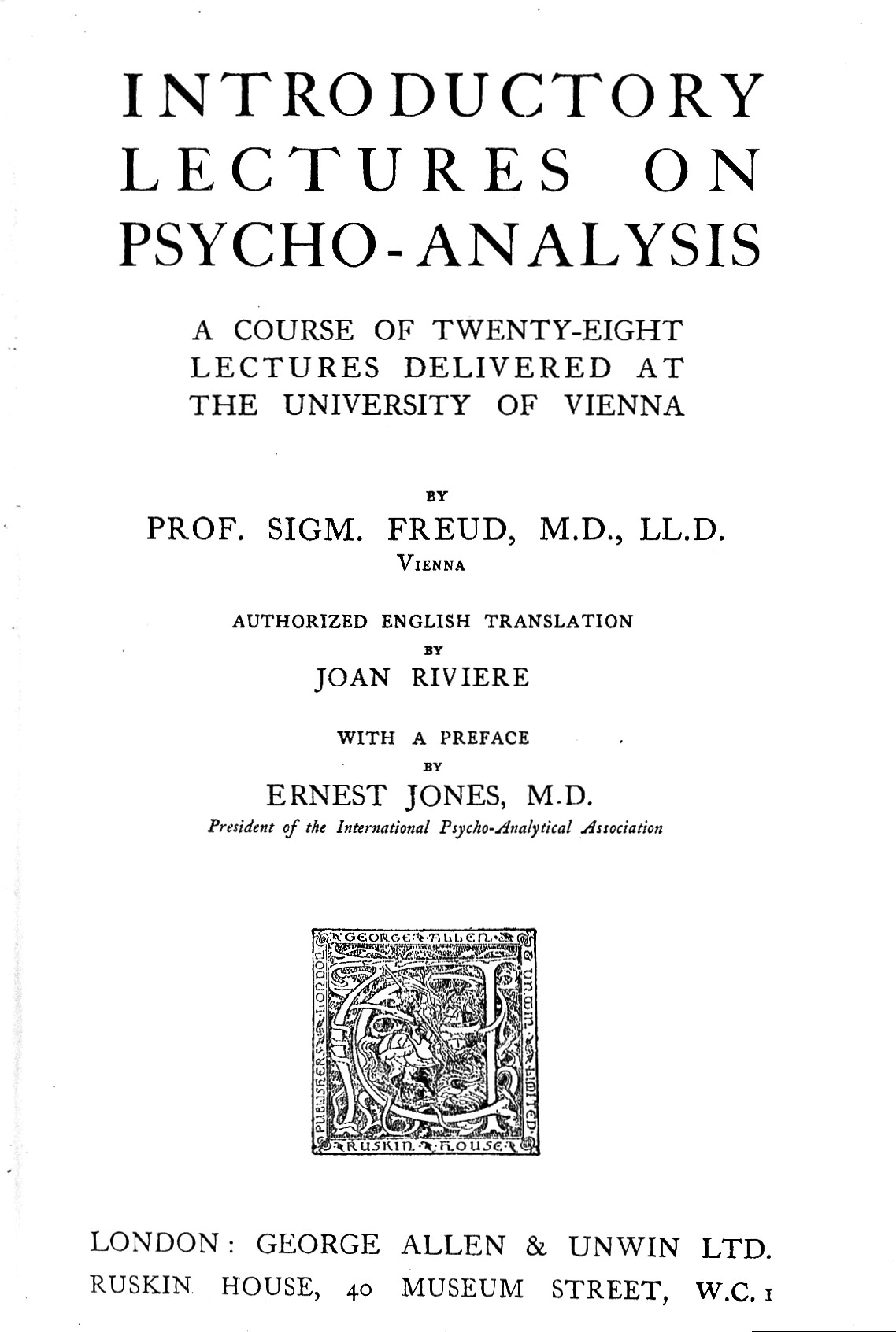
Traduction anglaise par Joan Riviere des Leçons d'introduction à la psychanalyse que Freud a données à l'Université de Vienne en 1915-1917.

Entre 1915 et 1917, il donne une série de conférences à l'Université de Vienne destinées à un public de médecins et de profanes, qui feront l'objet d'une publication (entre 1916 et 1917) intitulée Leçons d'introduction à la psychanalyse (Vorlesungen zur Einführung in die Psychoanalyse).

### 1918, au Congrès de Budapest
« Doit-on enseigner la psychanalyse à l'université? » : Freud introduit son propos par cette question à l'automne 1918, lors du Ve Congrès international de psychanalyse à Budapest. Ce bref article est paru dans le numéro du 30 mars 1919 de l'hebdomadaire hongrois Gyógyászat (« La Thérapeutique ») à l'occasion d'une enquête sur la réforme de l'enseignement médical : il était alors question d'y intégrer un enseignement de la psychanalyse en faveur duquel plus d'un millier d'étudiants avaient adressé une pétition au recteur de l'Université. Sándor Ferenczi fut chargé de cet enseignement pendant une brève période, de mars à août 1919, au moment du gouvernement bolchevique de Béla Kun. Le texte original n'ayant pas été retrouvé, c'est sa traduction en hongrois (Kell-e az egyetemen a psychoanalysist tanitani?), probablement par Ferenczi, qui fut d'abord publiée, et ensuite retraduite. La première traduction française (à partir du hongrois), de Judith Dupont, sous le titre « Faut-il enseigner la psychanalyse à l'Université? », est parue en 1971 dans Le Coq Héron.

## Un problème de fond
Selon Danièle Brun, dans son intervention de 1919, Freud visait un problème de fond constitutif de la psychanalyse : « le caractère foncièrement étranger de la cure à toute espèce d'enseignement », ce qui fait toujours débat aujourd'hui : le débat tourne autour, d'un enseignement de la psychanalyse à l'université « hors les murs » (expression de Jean Laplanche). La psychanalyse se diviserait effectivement en « une partie privée, la cure » et « une partie publique, la métapsychologie », d'où un certain conflit entre la partie « privée » représentée par les sociétés de psychanalyse émettant un reproche d'ingérence de l'université dans la décision d'entreprendre une analyse, et la partie « publique » représentée par les enseignants pour lesquels l'accueil de la psychanalyse dans leur cursus met en question sa scientificité. D'après Danièle Brun, c'est pour parer ce genre de risque qu'au moment de l'ouverture de l'université de Vincennes, Serge Leclaire fera en sorte que la psychanalyse y soit rattachée à la philosophie, sans pouvoir éviter du coup pour ce département sa dépendance de l'École de la Cause freudienne.

## Enseignement de la psychanalyse en France
En 1949, Daniel Lagache, dont l'objectif était de « séparer à l'université l'enseignement de la psychologie de la philosophie » intègre la psychanalyse à la psychologie dans le cadre d'un programme de psychologie clinique, et ce dans le but de « favoriser l'accès des non-médecins à la psychanalyse ».
En 1968, une action menée par Juliette Favez-Boutonier, Jacques Gagey et Pierre Fédida, développée ensuite par Didier Anzieu à Nanterre, débouche sur deux diplômes nationaux que délivrent les principales U.F.R. de psychologie : le D.E.S.S. pour exercer la profession de psychologue clinicien, et le D.E.A. préliminaire à la thèse de doctorat. Jean Laplanche crée en 1970 à Paris un Laboratoire de psychanalyse et de psychopathologie, en 1975 la revue Psychanalyse à l'université et en 1976, le « D.E.A. de psychanalyse » avec le doctorat qui lui sera associé au sein de la nouvelle Université Paris VII, dans l' U.E.R. des Sciences Humaines Cliniques dont il est l'un des fondateurs,.
Dans son article du Dictionnaire international de la psychanalyse (2002/2005), Danièle Brun considère que, plus de cinquante ans après « l'entrée officielle de la psychanalyse à l'université », la médecine « ne lui fait plus guère de place, et la psychiatrie témoigne d'un désinvestissement progressif », tandis que « le mouvement cognitiviste se montre de plus en plus fort ». Cependant, la psychanalyse reste « présente dans la plupart des cursus en France et en Europe », ajoute-t-elle.
Aux yeux de Gérard Pommier, bien que la psychanalyse en France n'ait « jamais été autant prise en considération » et soit « devenue un fait majeur de notre culture – au sens le plus profond, comme le plus léger du terme », elle est aujourd'hui « en passe d’être bannie des universités ». Ce psychiatre et psychanalyste précise son dire en ces termes : « D’un côté – première historique – la psychanalyse vient d’être reconnue dans la loi relative à la politique de santé publique (voté en août 2004). L’article 52 de ce texte accorde le titre de psychothérapeute non seulement aux médecins et aux psychologues, mais aux membres des associations psychanalytiques », tandis que « d’un autre côté, diverses commissions d’expertises s’acharnent à faire disparaître la psychanalyse de l’université ». L’enseignement de la psychanalyse serait donc « en voie d’élimination des facultés de psychologie. La commission d’experts de l’aeres, qui évalue les unités de recherche, ne reflète plus la diversité des paradigmes de formation de la psychologie »,. Pour Gérard Pommier, « l’on ne dénombre plus les universités de psychologie où la clinique n’est plus enseignée, et encore moins celle d’orientation psychanalytique ».

## Débats actuels dans le champ médiatique
En octobre 2019, d'après L'Obs, une tribune lancée par Sophie Robert (auteure des documentaires à charge à l'encontre de la psychanalyse Le Mur, et Le Phallus et le Néant), « signée par soixante psychiatres et psychologues appelle à exclure l’approche freudienne des expertises judiciaires et de l’enseignement à l’université ».
À propos du débat sur Le Livre noir de la psychanalyse, l'épistémologue et psychologue Émile Jalley interroge : « Quelles répercussions les tentatives d’effraction de la psychanalyse ont-elles dans notre profession ? En quoi ce phénomène entre-t-il en résonance avec ce qui se joue aujourd’hui dans les universités de psychologie ? ». Selon lui, l'avenir de la psychologie clinique nécessite d’être particulièrement vigilant à la dynamique en œuvre derrière ces débats d’actualités. Jalley considère que le moment actuel de l'« attaque massive liée à la parution du Livre noir est dangereux pour la psychanalyse, même si le caractère remarquable de cette offensive est qu’elle reflète un niveau d’argumentation intellectuelle très bas ».
Aux yeux d'Émile Jalley, « le public cultivé actuel pompe à grands traits de la mamelle américaine ce qu’il croit de bonne foi, sur le crédit de journalistes professionnels connus, le vrai lait de la science ». En citant le dossier intitulé « Faut-il en finir avec la psychanalyse ?» (1er septembre 2005), à la suite duquel est paru dans Le Nouvel Observateur un autre dossier avec pour titre « Les neurosciences analysent la boîte noire des 12-18 ans » (15-21 septembre 2005), Jalley montre comment dans sa conférence du 19 septembre, le professeur Édouard Zarifian, psychiatre auquel on doit en grande partie la mise au point des méthodes les plus récentes de l’imagerie cérébrale, a déclaré, lors de l’Université européenne d’été de Paris-VII, qu’« une partie non négligeable des affirmations contenues dans ce dossier étaient incertaines, mal vérifiées, peu crédibles, si ce n’est même tendancieuses ». Pour Émile Jalley, É. Zarifian laissait entendre que « nombre de découvertes nord-américaines sont d’abord amplifiées par les médias avant d’être livrées à la communauté scientifique ».